# Princípio do livre convencimento motivado do juiz
O princípio do livre convencimento motivado do juiz é um princípio do direito processual que significa que o juiz não mais fica preso ao formalismo da lei, antigo sistema da verdade legal, sendo que vai embasar suas decisões com base nas provas existentes nos autos, levando em conta sua livre convicção pessoal motivada.

É comezinho que a análise levada a efeito pelo Juiz atende ao princípio do livre convencimento motivado, pelo qual, a partir do caso concreto que lhe foi posto, e após a apresentação de provas e argumentos dispostos pelas partes, tem ele liberdade para decidir acerca de seu conteúdo de forma que considerar mais adequada – conforme seu convencimento – e dentro dos limites impostos pela lei e pela Constituição, e dando motivação à sua decisão (fundamentação).
Neste sentido CINTRA, GRINOVER e DINAMARCO:

"O Brasil também adota o princípio da persuasão racional: o juiz não é desvinculado da prova e dos elementos existentes nos autos (quod non est in actis non est in mundo), mas a sua apreciação não depende de critérios legais determinados a priori. O juiz só decide com base nos elementos existentes no processo, mas os avalia segundo critérios críticos e racionais (CPC, art. 131 e 436)."
O principio do livre convencimento motivado do juiz pode também ser uma forma de defesa do jurista em casos de provas ilícitas, um exemplo comum é a interceptação das comunicações telefônicas, onde o juiz usará a lei 9296/96 como regulamentadora deste tipo de prova, no artigo 1° da lei 9296/96 diz "A interceptação de comunicações telefônicas, de qualquer natureza, para prova em investigação criminal e em instrução processual penal, observará o disposto nesta Lei e dependerá de ordem do juiz competente da ação principal, sob segredo de justiça.", quando o juiz que esta usando o livre convencimento motivado é da vara civil ele usará as provas como emprestada respeitando a lei 9296/96".